# Karis lilla prästgård
Karis lilla prästgård är före detta kaplanens bostad i Karis i Raseborg i det finländska landskapet Nyland. Byggnaden, som ägs av Raseborgs kyrkliga samfällighet, uppfördes år 1846.

## Historia
Den gula prästgården, som är byggd i timmer, var kaplanens bostad i Karis församling fram till år 1992 när församlingens svenskspråkiga barnverksamhet flyttade in i byggnaden. Från och med hösten 2001 har även finskspråkig barnverksamheten varit i huset.
I Karis lilla prästgård startade även Västra Nylands folkhögskola sin verksamhet den 2 november 1905. Senare flyttade skolan till Pojo.